# FC Lyn Oslo
El Lyn Fotball es un equipo de fútbol de la ciudad de Oslo, en Noruega. Juega en la primera División de Noruega, segunda categoría del país. Tiene también una sección de esquí y fútbol femenino. La palabra Lyn significa relámpago.

## Historia
Fue fundado el 3 de marzo de 1896. Es uno de los equipos más antiguos de Noruega y miembro fundador de la Federación Noruega de Fútbol en 1902.
A principios del siglo XX, el FC Lyn consiguió grandes éxitos, como los cuatro títulos consecutivos de Copa de Noruega de 1908 a 1911.
En la selección noruega que se hizo con la medalla de bronce en los juegos olímpicos de 1936, había seis jugadores del FC Lyn, incluyendo a Jørgen Juve, capitán y todavía a 2007 máximo goleador de la selección noruega.
Los años 1960 también fueron importantes para el FC Lyn. Consiguió dos títulos de liga y dos de copa y se convirtió en el primer equipo noruego en llegar a los cuartos de final de la Copa de Europa.
Tras el periodo de éxitos llegó un largo calvario de 20 años con sólo presencia ocasional en la máxima categoría.
En los años 1990 alterna la Tippeligaen y la 1.divijson. En 1994 alcanzó la final de copa que perdió ante el Molde FK.
En 1999 el inversor noruego Atle Brynestad compró el club y lo salvó de la bancarrota. En 2000 el club asciende a la Tippeligaen. En 2002 tras una brillante primera parte del campeonato en la que logra escaparse en la cabeza de la clasificación, finalmente ocupa la tercera plaza tras un final flojo, debido en parte a continuos cambios de entrenador, que continuaron al año siguiente en el que el capitán Tommy Berntsen terminó ejerciendo como entrenador (el quinto en 2 años) salvando al equipo del descenso en la fase final del campeonato. En 2004 llega nuevamente a la final de copa, que pierde contra el SK Brann.

## Uniforme
- Uniforme titular: Camiseta blanquirroja, pantalón azul y medias rojas.
- Uniforme alternativo: Camiseta, pantalón y medias azules.

En sus primeros años el Lyn tenía dos equipaciones, una con franjas horizontales azules y blancas y pantalón blanco y otra con el mismo diseño en rojo. Ambos se usaban indistintamente hasta al menos 1906. No se sabe exactamente cuando se adoptó el uniforme actual, aunque sí que era la que se usó cuando el Lyn consiguió su primera Copa Noruega de Fútbol en 1908.
Las medias han sido tradicionalmente rojas, aunque en ocasiones se han utilizado las blancas.

## Estadio
Es estadio nacional de Noruega, Ullevaal Stadion, es el estadio de FC Lyn Oslo, que comparte además con su gran rival el Vålerenga IF.

## Récords
- Mayor victoria como local: 11-2 al Viking FK, 28 de julio de 1968
- Mayor victoria como visitante: 14-2 al Kristiansund F.K., 6 de mayo de 1951
- Mayor derrota como local: 1-8 frente al Strømsgodset IF, 16 de mayo de 1969
- Mayor derrota como visitante: 1-10 frente al Strømsgodset IF, 16 de junio de 1968
- Mayor número de espectadores, Ullevaal Stadion: 35.000 contra el Sarpsborg F.K., 29 de septiembre de 1946
- Mayor media de espectadores, temporada: 8.089, 1968
- Más partidos disputados, total: 420, Ola Dybwad-Olsen 1964-1978
- Más partidos disputados, liga: 219, Ola Dybwad-Olsen 1964-1978
- Más goles anotados, liga: 119, Ola Dybwad-Olsen 1964-1978
- Más goles anotados, temporada: 25, Ola Dybwad-Olsen 1968

## Entrenadores
- John Sveinsson (1963–64)
- Thor Hernes (1965)
- John Sveinsson (1966)
- Knut Osnes (1967–69)
- Per Mosgaard (1970–71)
- Andreas Morisbak (1972–74)
- Erik Eriksen (1975–76)
- Jan Berg (1977–78)
- Anders Fægri (1979–90)
- Øyvind Ramnefjell (1981–82)
- Anders Fægri (1983)
- Geirr Anfinnsen y Jan Rodvang (1984)
- Jan Rodvang (1984)
- Egil Olsen (1985–88)
- Georg Hammer (1989)
- Dag Roar Austmo, Jo Lunder y Stein Gran (1989)
- Erling Hokstad (1990)
- Teitur Thordarson (1991–92)
- Bjarne Rønning (1993)
- Ole Dyrstad (1993)
- Olle Nordin (1994–95)
- Hallstein Saunes (1995–98)
- Vidar Davidsen (1998–01)
- Stuart Baxter (2001)
- Sture Fladmark (2002)
- Hrvoje Braović (2002)
- Sture Fladmark (2002)
- Teitur Thordarson (2003)
- Tommy Berntsen (2003)
- Hans Knutsen y Espen Olafsen (2004–05)
- Hans Knutsen (2005)
- Henning Berg (2005–08)
- Kent Bergersen (2008–09)
- Gunnar Halle (2009–10)
- Finn Bredo Olsen (2011–14)
- Jonas Rygg (2014)
- Trond Andersen (2015)
- Mikal Emil Aaserud (2015-2016)
- Thomas André Ødegaard (2017-2018)
- Bent Inge Johnsen (2019-2021)
- Jan Halvor Halvorsen (2021-Act.)

## Palmarés
- Tippeligaen (2): 1964, 1968.
- Copa de Noruega (8): 1908, 1909, 1910, 1911, 1945, 1946, 1967, 1968.
- Campeonato de Oslo (8): 1915, 1917, 1922, 1926, 1930, 1935, 1936, 1937.

## Récord Europeo
| Temporada | Torneo            | Ronda                        | País              | Club              | Casa | Visita | Global |
| --------- | ----------------- | ---------------------------- | ----------------- | ----------------- | ---- | ------ | ------ |
| 1963–64   | Copa Europea      | Ronda Preliminar             | Alemania          | Borussia Dortmund | 2–4  | 1–3    | 3–7    |
| 1964–65   | Copa Europea      | Ronda Preliminar             | Finlandia         | Reipas Lahti      | 3–0  | 1–2    | 4–2    |
|           |                   | Primera Ronda                | Países Bajos      | DWS Amsterdam     | 1–3  | 0–5    | 1–8    |
| 1965–66   | Copa Europea      | Ronda Preliminar             | Irlanda del Norte | Derry City        | 5–3  | 1–5    | 6–8    |
| 1967–68   | Copa de Ferias    | Primera Ronda                | Italia            | Bologna           | 0–0  | 0–2    | 0–2    |
| 1968–69   | Recopa de la UEFA | Primera Ronda                | Turquía           | Altay             | 4–1  | 1–3    | 5–4    |
|           |                   | Segunda Ronda                | Suecia            | Norrköping        | 2–0  | 2–3    | 4–3    |
|           |                   | Cuartos de final             | España            | Barcelona         | 2–2  | 2–3    | 4–5    |
| 1969-70   | Copa Europea      | Primera Ronda                | Inglaterra        | Leeds United      | 0–6  | 0–10   | 0–16   |
| 1971–72   | Recopa de la UEFA | Primera Ronda                | Portugal          | Sporting Portugal | 0–3  | 0–4    | 0–7    |
| 1972–73   | Copa UEFA         | Primera Ronda                | Inglaterra        | Tottenham Hotspur | 3–6  | 0–6    | 3–12   |
| 2003–04   | Copa UEFA         | Ronda Clasificatoria         | Islas Feroe       | NSÍ Runavík       | 6–0  | 3–1    | 9–1    |
|           |                   | Primera Ronda                | Grecia            | PAOK              | 0–3  | 1–0    | 1–3    |
| 2006–07   | Copa UEFA         | Primera Ronda Clasificatoria | Estonia           | Flora Tallinn     | 1–1  | 0–0    | 1–1    |